# Celia Zaldumbide Rosales
Celia Zaldumbide Rosales (Embajada de Ecuador en Francia, 1926 - Quito, 3 de agosto de 2014), fue una pianista, gestora cultural y maestra ecuatoriana; fue alumna de Alfred Cortot en Francia. Es reconocida por su aporte en la formación de jóvenes talentos y la creación de centros culturales para la difusión del arte.

## Biografía
Celia Zaldumbide nació en la Embajada del Ecuador en París (Francia) en 1926
.
Sus padres fueron el escritor, diplomático y literato Gonzalo Zaldumbide

y de la destacada pianista y formadora Isabel Rosales Pareja; fue alumna de Alfred Cortot en Francia, aunque su primer aprendizaje en música fue junto a su madre.

Zaldumbide se convirtió en una de las pianistas más destacas de la segunda mitad del siglo XX en el Ecuador
.
En los años 60 fue Presidenta de la Orquesta Sinfónica Nacional de Ecuador, fue fundadora de la Casa de la Música; y en los 80 en homenaje a su madre, creó la Fundación Zaldumbide Rosales
.
Falleció en Quito el 3 de agosto de 2014, a los 87 años
.